# Internationale Fechtmeisterschaften 1926
Die Internationalen Fechtmeisterschaften 1926 waren die fünfte Austragung der heute als Weltmeisterschaft anerkannten Wettbewerbe im Fechten und fanden in der belgischen Stadt Ostende (Degen) und der ungarischen Hauptstadt Budapest (Florett und Säbel) statt. Das von der Fédération Internationale d’Escrime organisierte Turnier wurde offiziell als Europameisterschaft ausgetragen, jedoch waren auch Fechter aus nichteuropäischen Staaten zugelassen. 1937 wurden die Veranstaltungen offiziell in Weltmeisterschaft umbenannt, die Internationalen Fechtmeisterschaften 1926 wurden rückwirkend als fünfte Weltmeisterschaft anerkannt.

## Resultate der Männer

### Florett, Einzel
| Platz | Land               | Sportler          |
| ----- | ------------------ | ----------------- |
| 1     | Königreich Italien | Giorgio Chiavacci |
| 2     | Ungarn             | László Berti      |
| 3     | Königreich Italien | Ugo Pignotti      |

### Degen, Einzel
| Platz | Land       | Sportler            |
| ----- | ---------- | ------------------- |
| 1     | Frankreich | Georges Tainturier  |
| 2     | Belgien    | Fernand de Montigny |
| 3     | Belgien    | Léon Tom            |

### Säbel, Einzel
| Platz | Land               | Sportler          |
| ----- | ------------------ | ----------------- |
| 1     | Ungarn             | Sándor Gombos     |
| 2     | Ungarn             | Attila Petschauer |
| 3     | Königreich Italien | Bino Bini         |

## Medaillenspiegel
| Platz | Land               | Gold | Silber | Bronze | Gesamt |
| ----- | ------------------ | ---- | ------ | ------ | ------ |
| 1     | Ungarn             | 1    | 2      | 0      | 3      |
| 2     | Königreich Italien | 1    | 0      | 2      | 3      |
| 3     | Frankreich         | 1    | 0      | 0      | 1      |
| 4     | Belgien            | 0    | 1      | 1      | 2      |